# Козаче-Лагерська сільська рада (Олешківський район)
Коза́че-Ла́герська сільська́ ра́да — адміністративно-територіальна одиниця та орган місцевого самоврядування в Олешківському районі Херсонської області. Адміністративний центр — село Козачі Лагері.

## Загальні відомості
- Територія ради: 248,253 км²
- Населення ради: 4 713 особи (станом на 2001 рік)
- Територією ради протікає річка Конка

## Населені пункти
Сільській раді були підпорядковані населені пункти:
- с. Козачі Лагері
- с. Кринки

## Склад ради
Рада складалася з 20 депутатів та голови.
- Голова ради: Гурін Олександр Олексійович
- Секретар ради: Білоконь Ольга Іванівна

### Керівний склад попередніх скликань
| Прізвище, ім'я, по батькові | Основні відомості                                                 | Дата обрання | Дата звільнення |
| --------------------------- | ----------------------------------------------------------------- | ------------ | --------------- |
| Гурін Олександр Олексійович | Сільський голова, 1957 року народження, освіта вища, безпартійний | 26.03.2006   | 31.10.2010      |
| Гурін Олександр Олексійович | Сільський голова, 1957 року народження, освіта вища, безпартійний | 31.10.2010   |                 |

Примітка: таблиця складена за даними сайту Верховної Ради України

### Депутати
За результатами місцевих виборів 2010 року депутатами ради стали:

#### За суб'єктами висування
| Суб'єкт висування                 | Кількість обраних депутатів | %  |
| --------------------------------- | --------------------------- | -- |
| Партія регіонів                   | 9                           | 45 |
| Самовисування                     | 5                           | 25 |
| Комуністична партія України       | 3                           | 15 |
| Народна партія                    | 2                           | 10 |
| Політична партія «Сильна Україна» | 1                           | 5  |

#### За округами
| № округу                          | Прізвище, ім'я, по батькові   | Дата визнання обраним | Освіта  | Партійна приналежність                        | Відомості про обраного депутата                             |
| --------------------------------- | ----------------------------- | --------------------- | ------- | --------------------------------------------- | ----------------------------------------------------------- |
| Комуністична партія України       |                               |                       |         |                                               |                                                             |
| 3                                 | Новах Галина Василівна        | 05.11.2010            | вища    | член Комуністичної партії України             | пенсіонер                                                   |
| 9                                 | Бєлка Олександр Степанович    | 05.11.2010            | середня | позапартійний                                 | тимчасово не працює                                         |
| 17                                | Чумаченко Михайло Петрович    | 05.11.2010            | середня | член Комуністичної партії України             | Дніпровське лісництво, водій                                |
| Народна Партія                    |                               |                       |         |                                               |                                                             |
| 6                                 | Тулінов Олег Валентинович     | 05.11.2010            | середня | позапартійний                                 | ДП Цюрупинське лісо-мисливське господарство, пожежний боєць |
| 14                                | Тертичний Максим Вікторович   | 05.11.2010            | вища    | позапартійний                                 | приватний підприємець                                       |
| Партія регіонів                   |                               |                       |         |                                               |                                                             |
| 4                                 | Сорокін Віталій Валентинович  | 05.11.2010            | середня | член Партії регіонів                          | ЗАТ АПФ «Дніпровська перлина», охороник                     |
| 7                                 | Бажанов Юрій Валентинович     | 05.11.2010            | середня | позапартійний                                 | приватний підприємець                                       |
| 10                                | Тихий Віктор Степанович       | 05.11.2010            | середня | позапартійний                                 | ВАТ «Херсон-газ», слюсар                                    |
| 11                                | Ільїна Оксана Михайлівна      | 05.11.2010            | вища    | член Партії регіонів                          | Козачелагерський дитячий садок, вихователь                  |
| 13                                | Іванов Анатолій Володимирович | 05.11.2010            | середня | член Партії регіонів                          | тимчасово не працює                                         |
| 15                                | Чабанова Олена Миколаївна     | 05.11.2010            | вища    | член Партії регіонів                          | Козачелагерський дитячий садок, завідувач                   |
| 16                                | Строгін Ірина Вячеславівна    | 05.11.2010            | вища    | позапартійна                                  | Козачелагерська сільська рада, рахівник-касир               |
| 18                                | Петраш Олександр Григорович   | 05.11.2010            | середня | позапартійний                                 | тимчасово не працює                                         |
| 20                                | Бєлка Лариса Іванівна         | 05.11.2010            | середня | член Партії регіонів                          | тимчасово не працює                                         |
| Політична партія «Сильна Україна» |                               |                       |         |                                               |                                                             |
| 2                                 | Мартинюк Віктор Анатолійович  | 05.11.2010            | середня | позапартійний                                 | пенсіонер                                                   |
| Самовисування                     |                               |                       |         |                                               |                                                             |
| 1                                 | Карась Сергій Володимирович   | 05.11.2010            | середня | позапартійний                                 | приватний підприємець                                       |
| 5                                 | Білоконь Ольга Іванівна       | 05.11.2010            | вища    | позапартійна                                  | тимчасово не працює                                         |
| 8                                 | Карпенко Юрій Анатолійович    | 05.11.2010            | середня | член Всеукраїнського об'єднання «Батьківщина» | Дніпроське лісництво, лісоруб                               |
| 12                                | Шинкарецька Надія Михайлівна  | 05.11.2010            | середня | член Комуністичної партії України             | пенсіонер                                                   |
| 19                                | Колесникова Ліна Вікторівна   | 05.11.2010            | середня | член Єдиного Центру                           | Фельдшерський пункт с. Кринки, завідувачка                  |

## Населення
Згідно з переписом УРСР 1989 року чисельність наявного населення сільської ради становила 4754 особи, з яких 2141 чоловік та 2613 жінок.
За переписом населення України 2001 року в селі мешкало 4717 осіб.

### Мова
Розподіл населення за рідною мовою за даними перепису 2001 року:
| Мова       | Відсоток |
| ---------- | -------- |
| українська | 93,34 %  |
| російська  | 6,24 %   |
| білоруська | 0,04 %   |
| молдовська | 0,04 %   |
| угорська   | 0,02 %   |
| інші       | 0,32 %   |